# سيلسو كاستيلو
سيلسو كاستيلو (بالإسبانية: Celso Castillo)‏ هو لاعب كرة قدم تشيلي في مركز حراسة المرمى، ولد في 4 أغسطس 1998 في تشيلان في تشيلي. لعب مع نادي كونسيبسيون ‏.

## وصلات خارجية
- سيلسو كاستيلو على موقع قاعدة بيانات كرة القدم.إي يو (الإنجليزية)
- سيلسو كاستيلو على موقع Soccerway.com (الإنجليزية)